# 헥토파이낸셜
주식회사 헥토파이낸셜(영어: Hecto Financial)은 대한민국의 핀테크 기업이다.

## 역사 및 현황
2000년 10월 9일에 설립되었으며, 2019년 7월 12일에 코스닥 시장에 상장하였다.